# Cirolana repigrata
Cirolana repigrata là một loài chân đều trong họ Cirolanidae. Loài này được Bruce miêu tả khoa học năm 1994.